# تاد براونینگ
تاد براونینگ (انگلیسی: Tod Browning؛ ۱۲ ژوئیهٔ ۱۸۸۰ – ۶ اکتبر ۱۹۶۲) هنرپیشه، کارگردان و فیلم‌نامه‌نویس اهل ایالات متحده آمریکا بود. وی بین سال‌های ۱۹۱۵ تا ۱۹۳۹ میلادی فعالیت می‌کرد.

## گزیدهٔ فیلم‌شناسی
- عجیب‌الخلقه‌ها (۱۹۳۲)
- مرد آهنی (۱۹۳۱)
- دراکولا (۱۹۳۱)
- لندن پس از نیمه‌شب (۱۹۲۷)
- ناشناخته (۱۹۲۷)
- تعصب (۱۹۱۶) (دستیار کارگردان)